# Johanne Montay
 (novembre 2024).
Si vous disposez d'ouvrages ou d'articles de référence ou si vous connaissez des sites web de qualité traitant du thème abordé ici, merci de compléter l'article en donnant les références utiles à sa vérifiabilité et en les liant à la section « Notes et références ».
Johanne Montay (née le 12 décembre 1969 à Etterbeek) est une journaliste belge de télévision, rédactrice en chef du service politique de la RTBF.
Entrée à la RTBF en 1991, elle débute en couvrant l'actualité régionale à Mons avant de rejoindre la rédaction politique à Bruxelles en 1993 à l'occasion du décès du roi Baudouin. Elle s'y découvre un intérêt marqué pour la vie politique belge.
Devenue rédactrice en chef de la cellule politique, elle crée notamment un certain nombre de concepts innovants dans ce registre, notamment lors des périodes électorales. Ses méthodes de travail provoquent des tensions internes au service. Elle se montre également très critique lorsque son collègue Olivier Maroy quitte le journalisme pour la politique.
De 2010 à 2012, elle présente ainsi avec François De Brigode l'émission Répondez à la question. Le même duo anime, depuis 2014, l'émission Jeudi en prime, chaque jeudi dans la foulée du JT de 19h30.